# 站前路东站
站前路东站是一个属于东部城轨坪山云巴1号线的有轨电车车站，位于中华人民共和国广东省深圳市坪山区坪山街道站前路与丹梓西路交叉口以南，平行于丹梓西路呈东西走向。
本站于2022年12月28日随坪山云巴1号线一同正式启用。

## 车站结构
站前路东站为地上三层5m岛式车站，整体设置于丹梓西路南侧上空，设备机房设置于二层。

### 楼层
| 地上三层          | 月台 | \| \| \| 坪山云巴1號線往坪山高铁站（坪山高铁站） \| \| 島式 · 開左邊车门 \| \| \| \| \| \| 坪山云巴1號線往比亚迪北（文化聚落） \| |
| 地上二层          | 站厅 | 旅客服务、售票机、车站控制室 |
| 地面              | -    | 出入口 |
|                   |      | 坪山云巴1號線往坪山高铁站（坪山高铁站）                                                                                           |
| 島式 · 開左邊车门 |      | |
|                   |      | 坪山云巴1號線往比亚迪北（文化聚落）                                                                                               |

### 出入口
站前路东站共设有二个出入口，所有出入口均设有垂直电梯。
（待补充）

## 历史

### 规划与建设
2020年3月，深圳市东部云轨投资建设有限公司发布《坪山云巴（胶轮有轨电车）1 号线一期项目环境影响报告书 》，其中包含本站，工程名为万科金域站，原因为本站位于万科金域小区附近。
2022年6月25日，深圳市东部城市轨道交通投资建设有限公司发布《坪山云巴（胶轮有轨电车）1号线一期项目车站命名方案》，其中本站改名为站前路东站，原因是本站位于站前路东侧路口。

## 接駁交通

### 公共汽车
（待补充）

## 相关图像
（待补充）